# Torre St Martins
La Torre Century (in inglese: St Martins Tower) è un grattacielo di Sydney in Australia.

## Storia
I lavori di costruzione della torre cominciarono nel 1973 e vennero completati nel 1975. L'edificio è stato sottoposto a lavori di ristrutturazione nel 1989 e nel 2006.

## Descrizione
L'edificio sorge nel CBD di Sydney e presenta un'altezza di 133 metri per 36 piani.

## Galleria d'immagini

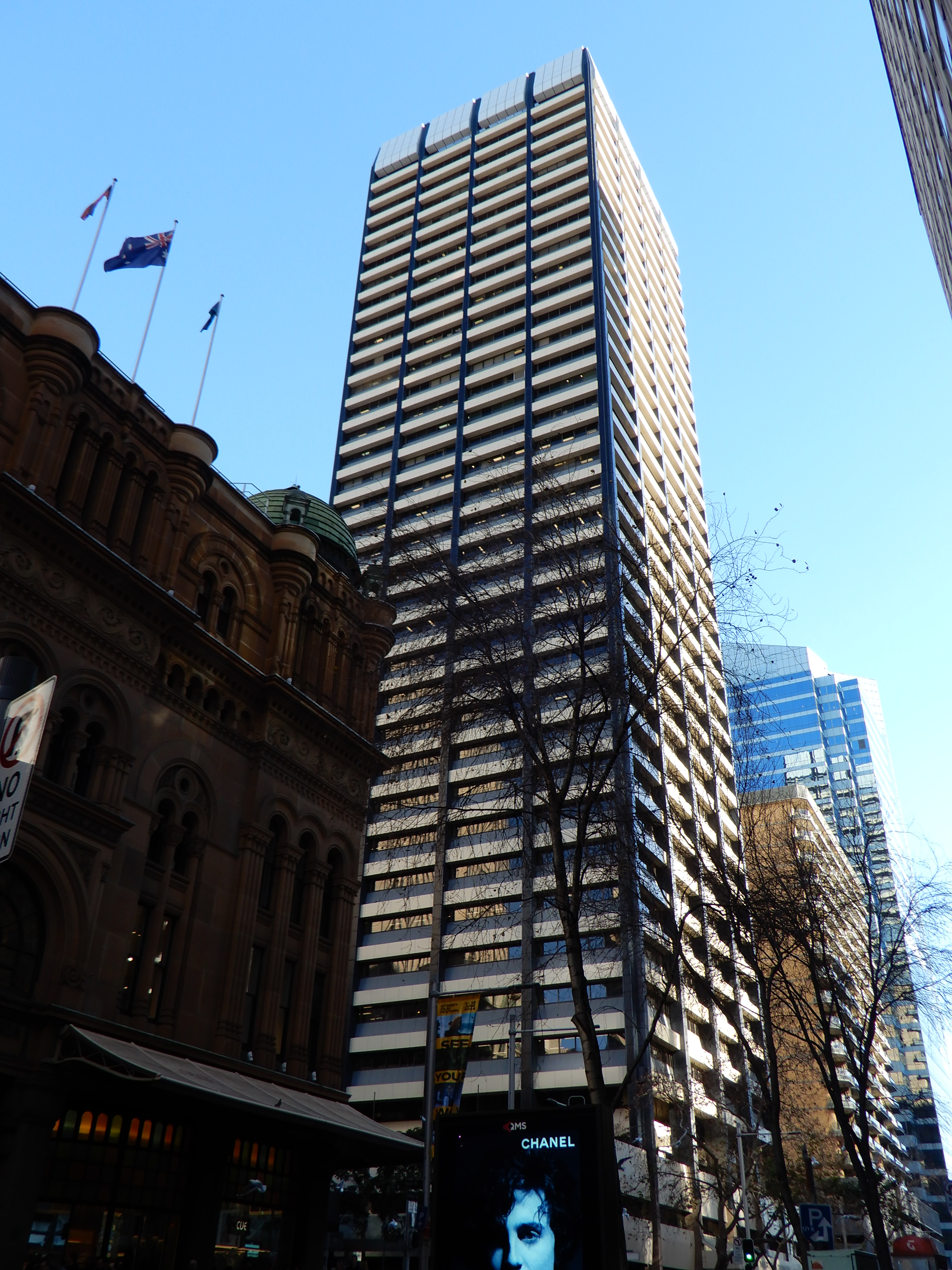
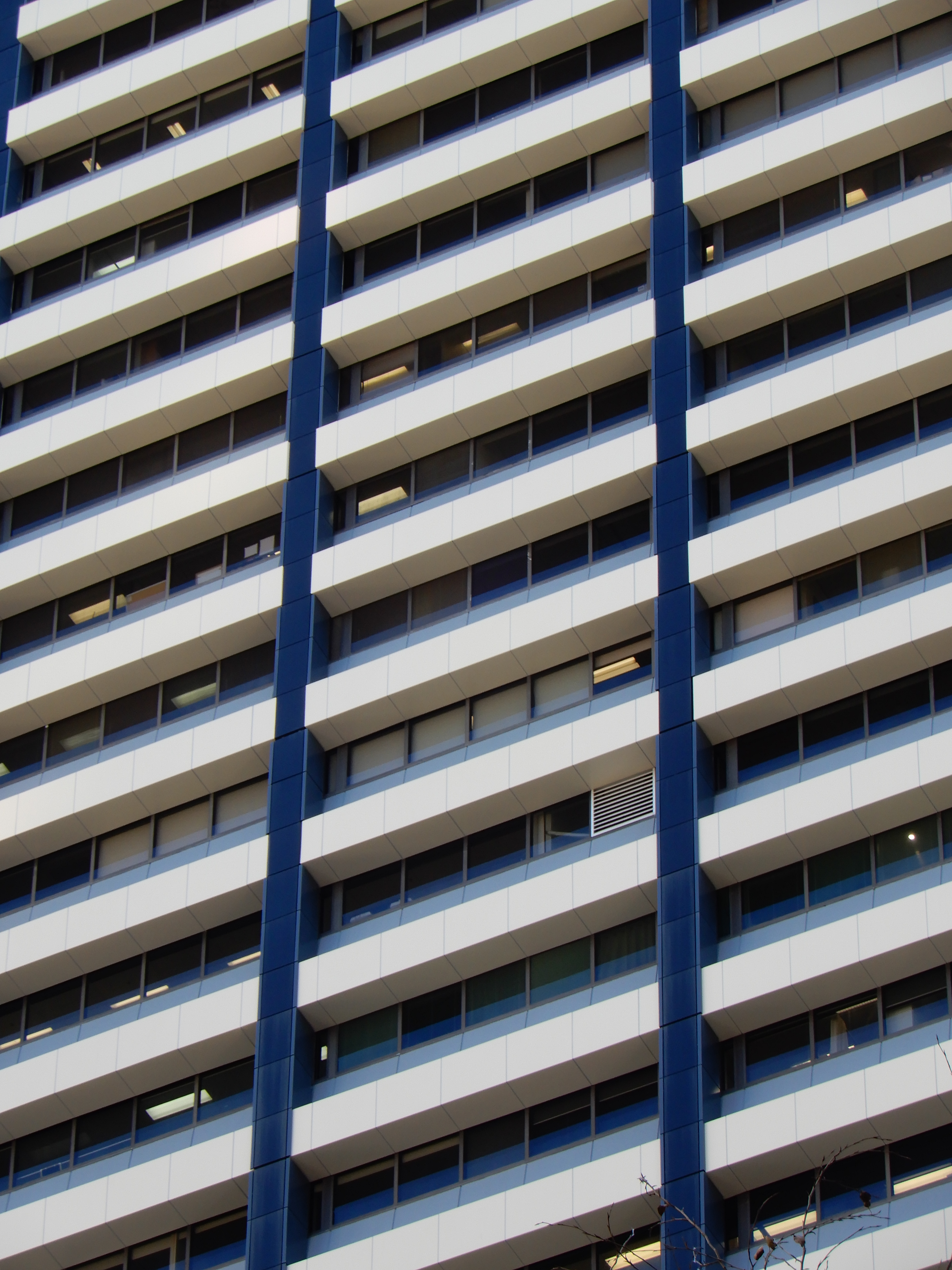
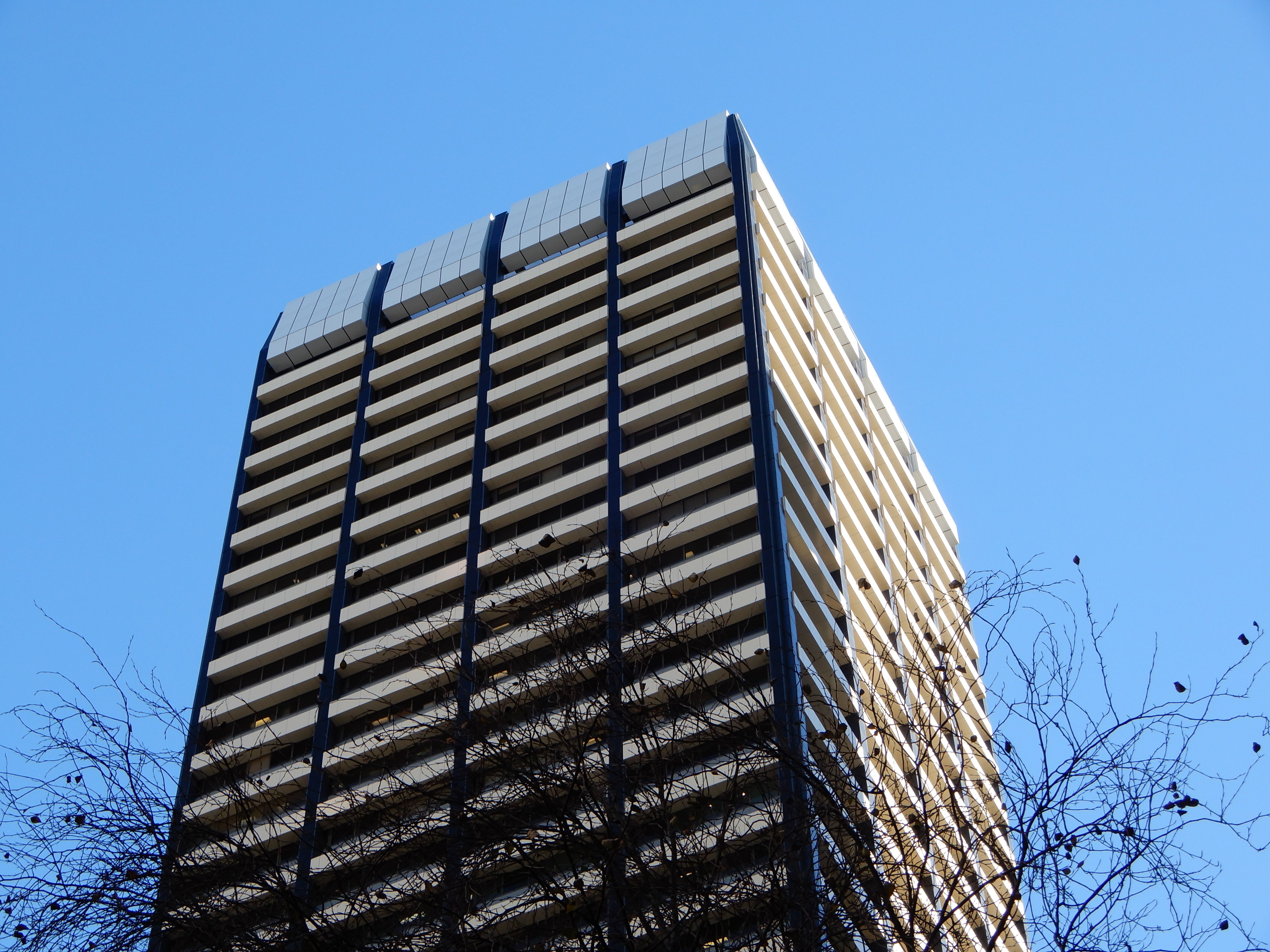